# Аллан, Брэдли Джеймс
Брэдли Джеймс Аллан (англ. Bradley James Allan; 14 февраля 1973, Мельбурн, Австралия — 7 августа 2021) — австралийский актёр, каскадёр, постановщик трюков и боевых сцен. Известен как партнер Джеки Чана и Эдгара Райта в кинопроизводстве, постановщик боевых сцен всех фильмов франшизы Kingsman, а также таких фильмов как Аватар, Чудо-Женщина, Пипец, Хан Соло, Шан-Чи, Хеллбой 2 и других. В качестве актера запомнился зрителю по многочисленным фильмам с Джеки Чаном, с которым работал 15 лет. Был руководителем группы каскадеров Джеки Чана.

## Биография
Родился 14 февраля 1973 года. С 14 лет занимался ушу. Изучая этот вид боевых искусств, провёл два года с членами Beijing Wushu Team Лян Чансин и Тан Лайвэй, которые являются соратниками Джета Ли. Также владел карате и другими боевыми искусствами.
Когда в Мельбурне проходили съёмки фильма «Мистер Крутой», Брэдли продемонстрировал, на что способен, и получил роль заднего плана, а позже был приглашён на съёмки фильма «Кто я?», в котором дублировал Рона Смуренбурга и Мишель Ферре.
В конце 90-х он примкнул к каскадёрской группе Джеки Чана, после чего стал постановщиком боевых сцен в голливудских картинах. Личный телохранитель Джеки Чана. Занимался постановкой боёв в «Хроники Риддика» и «Хэллбой 2».
Умер 7 августа 2021 года. Выход фильма «Шан-Чи и легенда десяти колец» был посвящён его памяти.    

## Избранная фильмография

### Актёр
- 1997: Мистер Крутой
- 1999: Великолепный
- 1999: Полиция будущего
- 2001: Случайный шпион
- 2010: Рыцарь дня

### Каскадёр
- 1998: Час пик
- 1998: Кто я?
- 1999: Великолепный
- 2000: Шанхайский полдень
- 2001: Случайный шпион
- 2001: Час пик 2
- 2002: Смокинг
- 2003: Шанхайские рыцари
- 2004: Хроники Риддика
- 2007: Час пик 3
- 2008: Хеллбой 2: Золотая армия
- 2009: Ниндзя-убийца
- 2009: Пипец
- 2009: Скотт Пилигрим против всех
- 2009: Аватар
- 2014: Kingsman: Секретная служба
- 2017: Чудо-женщина (фильм)

### Постановщик трюков и боевых сцен
- 2001: Случайный шпион
- 2003: Шанхайские рыцари
- 2004: Новая полицейская история
- 2004: Хроники Риддика
- 2008: Хеллбой 2: Золотая армия
- 2010: Пипец
- 2010: Скотт Пилигрим против всего мира
- 2013: Тихоокеанский рубеж
- 2015: Кингсман
- 2017 Чудо-женщина
- 2017: Кингсман: Золотое кольцо
- 2018: Хан Соло: Звездные войны. Истории
- 2021: Шан-Чи и легенда десяти колец
- 2021: Кингсман. Начало